# Кутушевский сельсовет
Кутушевский сельсовет — сельское поселение в Новосергиевском районе Оренбургской области Российской Федерации.
Административный центр — село Кутуш.

## История
Статус и границы сельского поселения установлены Законом Оренбургской области от 9 марта 2005 года № 1906/314-III-ОЗ «О муниципальных образованиях в составе муниципального образования Новосергиевский район Оренбургской области»

## Население
| 2010 | 2012 | 2013 | 2014 | 2015 | 2016 | 2017 |
| ---- | ---- | ---- | ---- | ---- | ---- | ---- |
| 544  | ↘536 | ↘531 | ↘529 | ↘521 | ↘513 | ↘497 |
| 2018 | 2019 | 2020 | 2021 |      |      |      |
| ↘490 | ↘477 | ↗480 | ↘468 |      |      |      |

## Состав сельского поселения
| № | Населённый пункт | Тип населённого пункта       | Население |
| - | ---------------- | ---------------------------- | --------- |
| 1 | Караяр           | село                         | 93        |
| 2 | Кутуш            | село, административный центр | 314       |
| 3 | Старогумирово    | село                         | 137       |